# Winpos Arena
Die Winpos Arena ist eine Eissporthalle in der schwedischen Stadt Umeå, Västerbottens län. In der Halle trägt der Eishockeyclub IF Björklöven seine Heimspiele aus. Die Halle wurde im Dezember 1973 eröffnet und bietet Platz für 5200 Zuschauer.

## Geschichte und Nutzung
Die Eishalle wurde am 17. Dezember 1963 unter dem Namen Umeå ishall eingeweiht und war damals Schwedens dritte Eishalle. Das erste Spiel wurde bereits am 1. Dezember 1963 ausgetragen, als der Tegs SK auf den Skönvik/Sunds IF traf.
Im Jahr 2001 wurde die Kapazität der Eishalle erweitert, indem das Dach angehoben und weitere Tribünen installiert wurden. Diese Baumaßnahme kostete 43,5 Millionen schwedische Kronen. Im Zusammenhang mit dem Umbau wurde die Eishalle in Umeå Arena umbenannt. Im Jahr 2004 wurde die Umeå Arena für ein Halbfinale des Melodifestivalen genutzt.
Im Dezember 2004 kaufte der Breitbandanbieter Skycom die Namensrechte der Arena. Als der Vertrag im Herbst 2008 auslief, wurde der Name am 1. Oktober 2008 wieder in Umeå Arena geändert. Vor der Saison 2006/07 wurde die Arena mit neuen Sitzplätzen, Jumbotron, Seitenwänden und einem neuen Kühlaggregat aufgerüstet und hatte zu diesem Zeitpunkt eine Kapazität von etwa 5.450 Zuschauern. 2009 wurde die Arena von der Betreibergesellschaft des Björklöven IF für den symbolischen Betrag von 1 Krone an die Gemeinde Umeå verkauft. Eine weitere Renovierung wurde 2013 für 7 Millionen Kronen durchgeführt, dabei wurden unter anderem Teile des Kühlsystems ausgetauscht und die Bodenplatte der Arena erneuert.
Vor der Saison 2013/14 kam es zu weiteren Umbaumaßnahmen, wodurch die Anzahl der Sitzplätze auf etwa 5.400 reduziert wurde. Am 17. September 2013 kaufte das Telekommunikationsunternehmen T3 die Namensrechte und nannte die Arena anschließend T3 Center. Der Vertrag hatte eine Laufzeit von fünf Jahren mit der Möglichkeit einer Verlängerung um drei Jahre. Im Zusammenhang mit der Fusion von T3 mit Alltele und der Umbenennung in A3 änderte die Arena am 18. Dezember 2017 ihren Namen in A3 Arena. Im September 2021 übernahm Winpos, ein Unternehmen, das Dienstleistungen rund um Kassensysteme anbietet, die Namensrechte der Arena und benannte die Arena in Winpos Arena. Die Vereinbarung läuft über drei Jahre.

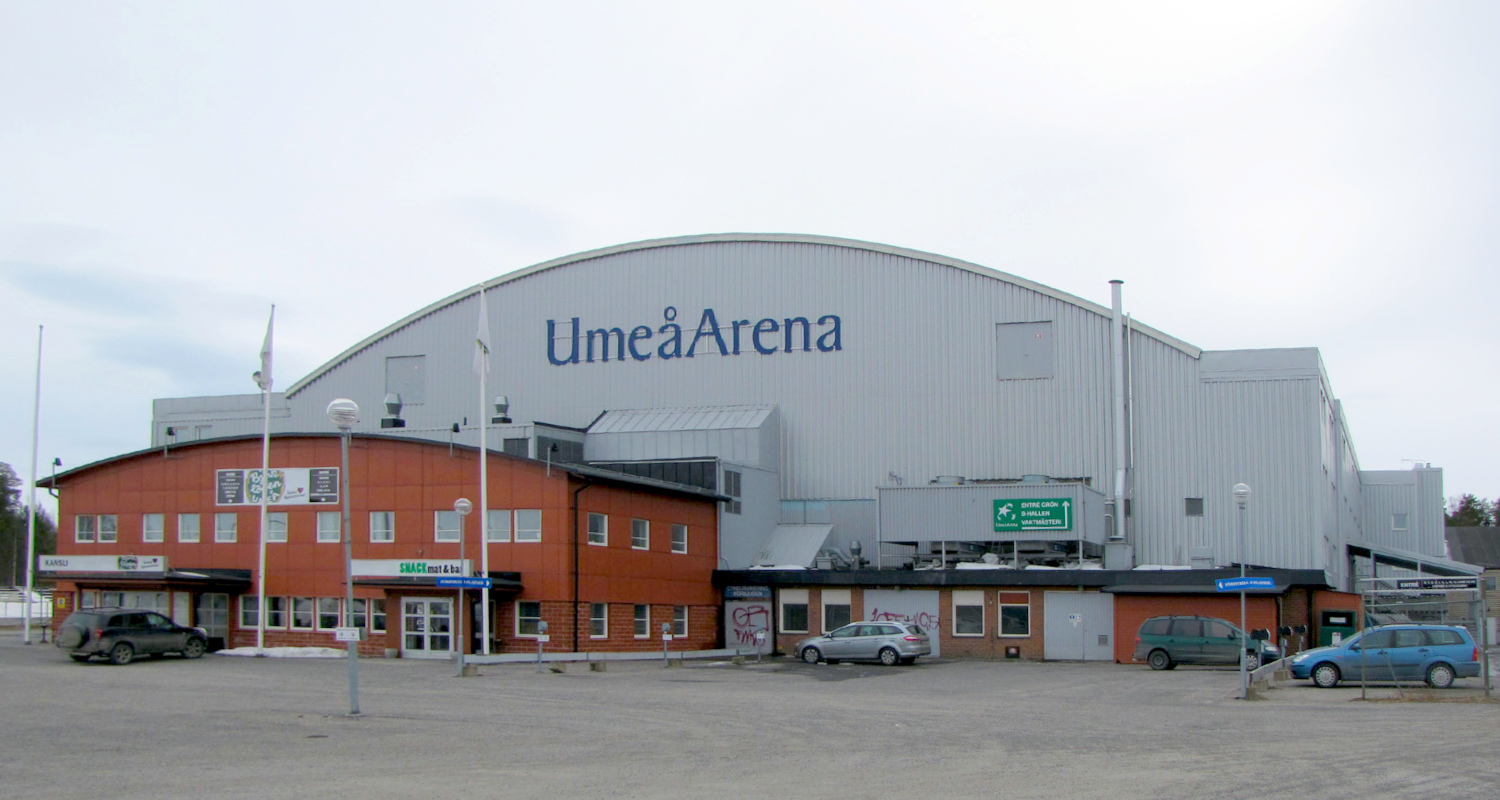
Außenansicht 2010
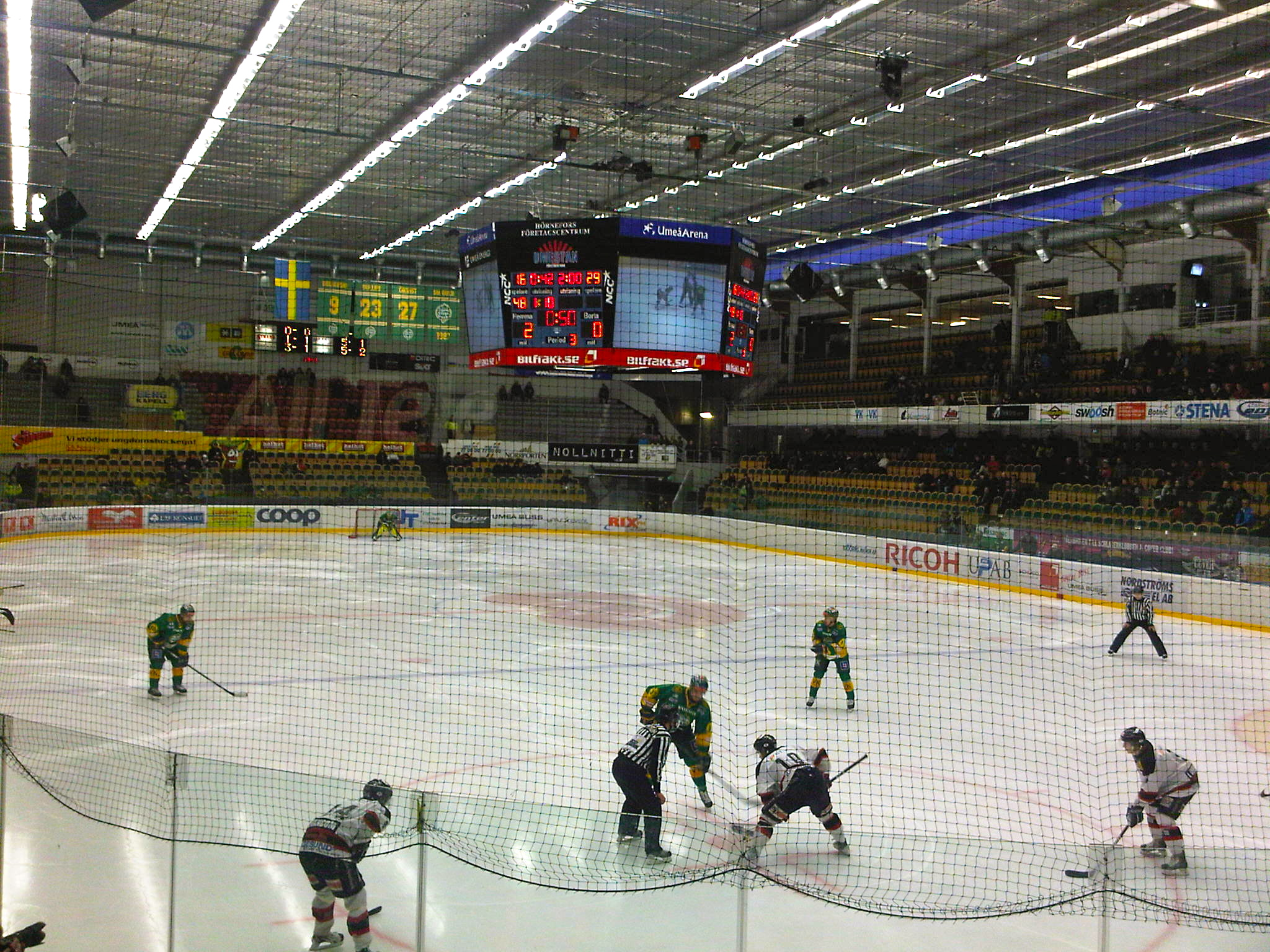
Eishockeyspiel 2011
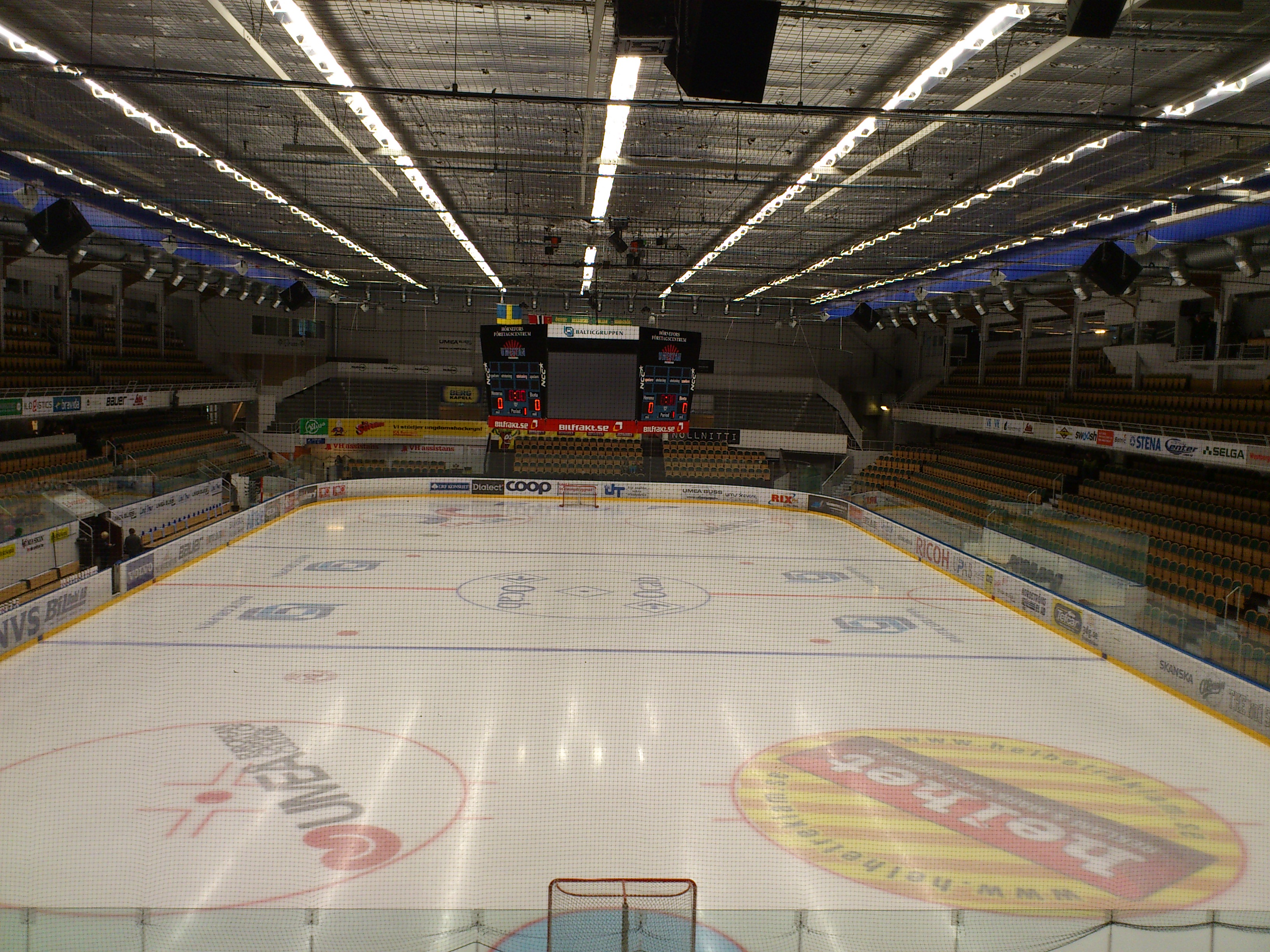
Innenansicht 2012
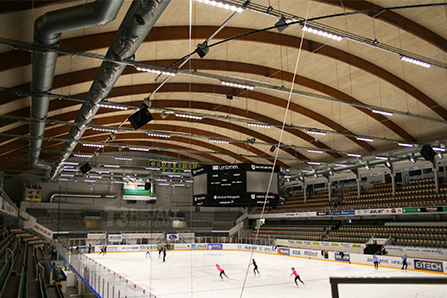
Innenansicht 2016